# Toroid

Ein Toroid mit einem Quadrat

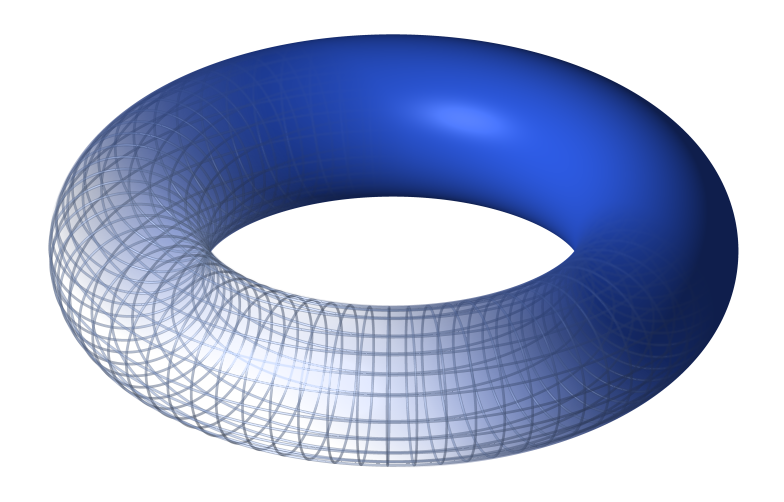
Ein Torus ist eine Art von Toroid.

In der Mathematik ist ein Toroid eine Rotationsfläche mit einem Loch in der Mitte. Die Rotationsachse verläuft durch das Loch und schneidet dadurch nicht die Oberfläche. Wenn beispielsweise ein Rechteck um eine Achse parallel zu einer seiner Kanten gedreht wird, entsteht ein hohler Ring mit einem rechteckigen Querschnitt. Wenn die gedrehte Figur ein Kreis ist, wird sie als Torus bezeichnet.
Das Wort Toroid wird auch benutzt, um einen toroidalen Polyeder zu beschreiben. In diesem Zusammenhang muss ein Toroid nicht kreisförmig sein und kann eine beliebige Anzahl von Löchern haben. Ein Toroid mit {\displaystyle g}-Lochung kann als Annäherung an die Oberfläche eines Torus mit einem topologischen Genus (Fläche) angesehen werden, {\displaystyle g}, von 1 oder höher. Die Euler-Charakteristik {\displaystyle \chi } von einem {\displaystyle g}-gelochten Toroiden ist {\displaystyle 2(1-g)}.
Der Torus ist ein Beispiel für einen Toroiden, was z. B. ein Donut ist. Donuts sind ein Beispiel für einen Volltorus, welche durch das Drehen einer Scheibe entstehen. Sie sollten nicht mit Toroiden verwechselt werden.

## Gleichungen
Ein Toroid wird angegeben beim Umlaufradius {\displaystyle R} gemessen von der Mitte des gedrehten Abschnitts. Für symmetrische Abschnitte können Volumen und Oberfläche des Körpers berechnet werden (mit Umfang {\displaystyle C} und Fläche {\displaystyle A} des Abschnitts):

### Quadratischer Toroid
Das Volumen {\displaystyle V} und die Oberfläche {\displaystyle A}  eines Toroids werden durch die folgenden Gleichungen gegeben, wobei {\displaystyle A} die Fläche des quadratischen Seitenabschnitts ist und {\displaystyle R} der Umlaufradius.
{\displaystyle V=2\pi RA}
{\displaystyle A=2\pi RC}

### Kreisförmiger Toroid
Das Volumen {\displaystyle V} und die Oberfläche {\displaystyle A} eines Toroids werden durch die folgenden Gleichungen gegeben, wobei {\displaystyle r} der Radius des Kreisabschnittes ist und {\displaystyle R} der Radius der Gesamtform.
{\displaystyle V=2\pi ^{2}r^{2}R}
{\displaystyle A=4\pi ^{2}rR}